# Bahnhof Berlin-Waidmannslust
Der Bahnhof Berlin-Waidmannslust ist ein Bahnhof an der Berliner Nordbahn. Er wird durch die S-Bahn Berlin bedient. Er liegt im Zentrum des Berliner Ortsteils Waidmannslust des Bezirks Reinickendorf. Nächster Bahnhof nördlich ist Hermsdorf, der folgende Bahnhof in Richtung Süden ist Wittenau.
Zum S-Bahnhof gehört eine Abstell- und Wendeanlage, diese befindet sich nördlich der Brücke über den Waidmannsluster Damm auf der Trasse der ehemaligen Fernbahngleise.
Der Hauptzugang mit dem Empfangsgebäude befindet sich am nördlichen Ende. Dieser führt auf den Waidmannsluster Damm sowie auf einen kleinen Vorplatz an der Jean-Jaurès-Straße, hier befinden sich Fahrradabstellplätze sowie ein P&R-Parkplatz. Zudem sind hier Bushaltestellen angeordnet. Ein weiterer Zugang am südlichen Bahnsteigende führt in einen Fußgängertunnel. Dieser mündet östlich auf die Straße Am Waidmannseck und westlich ebenfalls auf die Jean-Jaurès-Straße, wo sich weitere Fahrradabstellplätze befinden.

## Geschichte
Am 20. Mai 1884 erhielt die damalige Kolonie Waidmannslust einen eigenen Bedarfshaltepunkt an der Berliner Nordbahn. Finanziert wurde dieser von dem Förster und Gastwirt Ernst Bondick, der in dieser Zeit die Erschließung und Besiedlung seiner Ländereien vorantrieb. Bondick ging hier besonders clever vor: Zu dem Tag, an dem probeweise eine Zählung der aussteigenden Fahrgäste angesetzt war, lud er alle Bekannten in seine Gaststätte ein, sodass die Bahnverwaltung vom Andrang beeindruckt war und einen Dauerbetrieb einrichtete. Schon lange zuvor verkehrte hier seit 1877 die Nordbahn zwischen Berlin und Stralsund. Ab 1891 wurde die Strecke zweigleisig ausgebaut und in den Jahren zwischen 1908 und 1912 auf ihr heutiges Niveau hochgelegt, hierbei wurden von den Ferngleisen getrennte Vorortgleise zwischen Gesundbrunnen und Frohnau gebaut. Auch das Bahnhofsgebäude und die Brücken über den Waidmannsluster Damm stammen aus dieser Zeit und stehen heute unter Denkmalschutz. Am 5. Juni 1925 trat an der Stelle der Dampfzüge die elektrische S-Bahn, zunächst bis Birkenwerder, später dann bis nach Oranienburg.
Am 2. Mai 1929 wurde die Verlängerung der Straßenbahnstrecke entlang der Wittenauer Cyclopstraße (heute teilweise Jean-Jaurès-Straße) bis zum Bahnhof Waidmannslust mit der Linie 68 eröffnet. Mit der verstärkten kriegsbedingten Einstellung von Autobuslinien kam am 16. Oktober 1939 die Verstärkerlinie 274 hinzu. Beide Linien verkehrten dann bis zum 1. Juli 1942 bis zum Bahnhof Waidmannslust.
Nach 1945 wurde der Abschnitt Wilhelmsruh–Birkenwerder auf je ein Gleis für Fern- und S-Bahn reduziert. Da entlang der Strecke keine Ausweichen zur Verfügung standen, konnten die Züge zunächst nur im Stundentakt verkehren. Erst 1948 wurde der Takt durch zwei Ausweichen in Waidmannslust und Frohnau auf 20 Minuten verdichtet. Nach 1952 wurde zudem der Fernverkehr im Berliner Raum, da sich die Strecke nun im Westteil der Stadt befand, aufgegeben, die Gleise wurden allerdings nicht für den Ausbau der S-Bahnstrecke verwendet.
Beim Bau der Berliner Mauer 1961 wurde die S-Bahn zwischen den Bahnhöfen Frohnau und Hohen Neuendorf unterbrochen. Im gleichen Jahr wurde der südliche Zugang zugemauert. Trotz der schrumpfenden Fahrgastzahlen infolge des nach 1961 einsetzenden S-Bahn-Boykotts wurde der Betrieb entlang der Nordbahn aufrechterhalten und sogar nach dem Reichsbahnerstreik 1980 fortgeführt. Erst mit Übernahme der Betriebsrechte durch die BVG am 9. Januar 1984 erfolgte die kurzzeitige Stilllegung. Da es nach der Übernahme massive Proteste mit der Forderung für einen Betrieb gab, wurde bereits am 1. Oktober 1984 der Verkehr bis nach Frohnau wieder aufgenommen. Die Strecke wurde ab 5. Mai 1986 gesperrt, umfassend saniert und das zweite Streckengleis durchgängig wiederhergestellt. Am 22. Dezember 1986 waren die Arbeiten abgeschlossen.

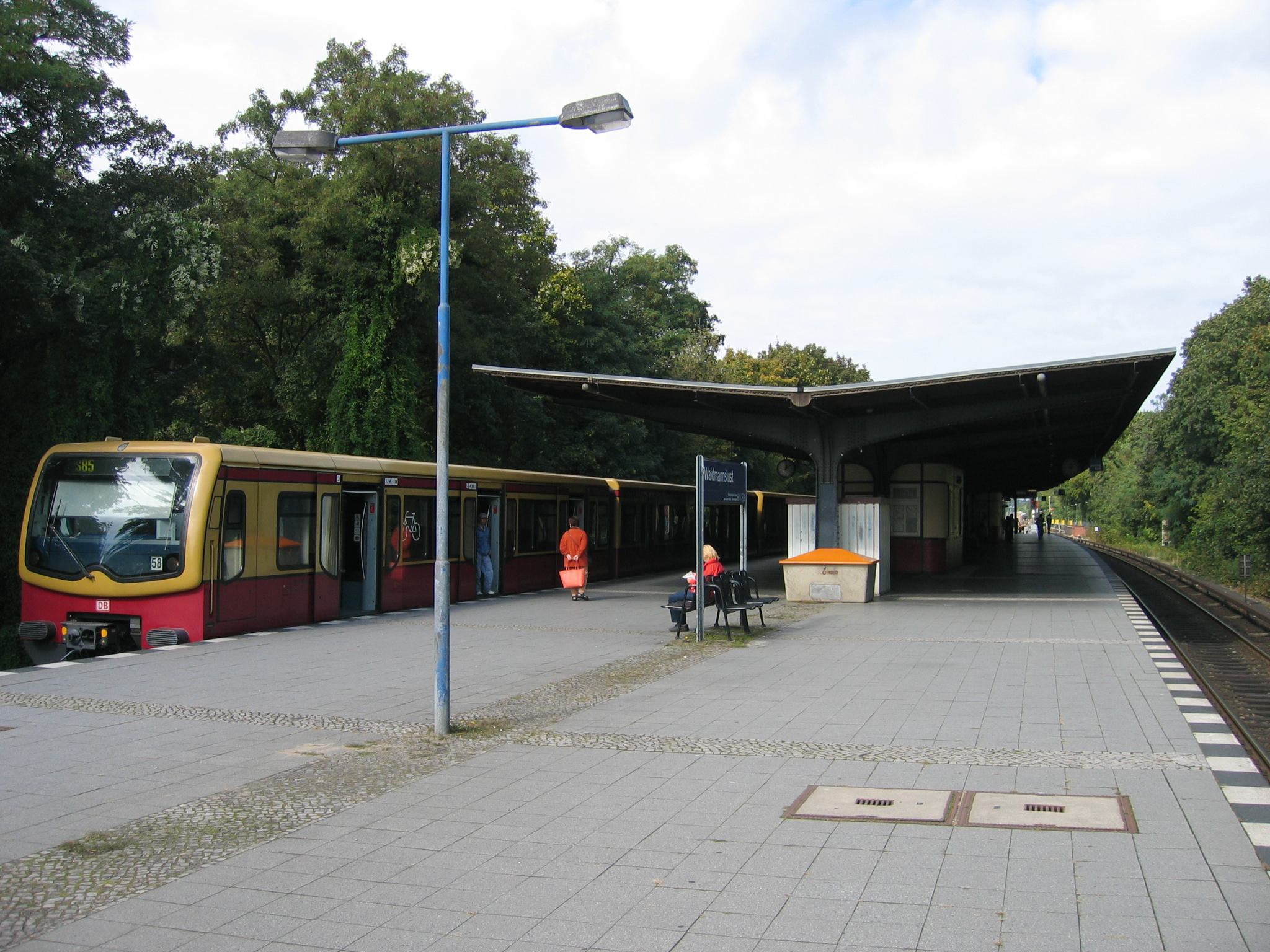
Der Bahnsteig 2007

Nach der Deutschen Wiedervereinigung erfolgte der Lückenschluss über die Berliner Stadtgrenze zwischen Frohnau und Hohen Neuendorf, sodass seit 31. Mai 1992 wieder durchgehender S-Bahn-Betrieb auf der Nordbahn nach Oranienburg möglich ist. Eine geplante Verfüllung des südlichen Fußgängertunnels verhinderte der Bezirk Reinickendorf, indem er diesen in die eigene Verantwortung übernahm.
Im Jahr 2001 wurde das Zugangsbauwerk saniert und annähernd in den Ursprungszustand zurück versetzt. Am 29. Januar 2007 wurde ein Aufzug in Betrieb genommen.
Das Elektronische Stellwerk Waidmannslust steuert seit Oktober 2011 den Streckenabschnitt zwischen Schönholz (a) und Hohen Neuendorf (a). Dies ist der erste Abschnitt, der auf das neue Zugbeeinflussungssystem der S-Bahn Berlin (ZBS) umgerüstet wurde. Das Gebäude des Stellrechners befindet sich jedoch nicht am Bahnhof Waidmannslust, sondern am Bahnhof Hermsdorf.
Nach mehrjährigen Verzögerungen begann im März 2012 der Wiederaufbau des bis dahin verschlossenen südlichen Bahnsteigzugangs, in diesem Zuge wurden die Treppenanlage und deren Überdachung neu errichtet. Zum Ende des gleichen Jahres konnte der Zugang freigegeben werden. 900.000 Euro wurden hierfür investiert.

## Anbindung
Neben den S-Bahn-Linien S1 und S85 halten die Omnibuslinien 122, 222 und 322 sowie die Nachtbuslinie N22 der Berliner Verkehrsbetriebe am Bahnhofsvorplatz. Die Nachtbuslinie N20 hält rund 250 Meter entfernt an der Ecke Waidmannsluster Damm/Oraniendamm.
| Linie | Verlauf |
| ----- | --- |
|       | Oranienburg – Lehnitz – Borgsdorf – Birkenwerder – Hohen Neuendorf – Frohnau – Hermsdorf – Waidmannslust – Wittenau (Wilhelmsruher Damm) – Wilhelmsruh – Schönholz – Wollankstraße – Bornholmer Straße – Gesundbrunnen – Humboldthain – Nordbahnhof – Oranienburger Straße – Friedrichstraße – Brandenburger Tor – Potsdamer Platz – Anhalter Bahnhof – Yorckstraße (Großgörschenstraße) – Julius-Leber-Brücke – Schöneberg – Friedenau – Feuerbachstraße – Rathaus Steglitz – Botanischer Garten – Lichterfelde West – Sundgauer Straße – Zehlendorf – Mexikoplatz – Schlachtensee – Nikolassee – Wannsee |
|       | Frohnau – Hermsdorf – Waidmannslust – Wittenau (Wilhelmsruher Damm) – Wilhelmsruh – Schönholz – Wollankstraße – Bornholmer Straße – Schönhauser Allee – Prenzlauer Allee – Greifswalder Straße – Landsberger Allee – Storkower Straße – Frankfurter Allee – Ostkreuz – Treptower Park – Plänterwald – Baumschulenweg – Schöneweide (– Johannisthal – Adlershof – Grünau) |